# Chris Pitman
Chris Pitman, född 16 november 1961, är en amerikansk musiker uppväxt i Kansas City. Han spelade tillsammans med Toolbasisten Paul D'Amour in skivan Free Mars som fångade Axl Roses intresse, och är sedan 1998 en del av hårdrocksbandet Guns N' Roses.
Pitman har tillsammans med Axl Rose skrivit två låtar på Guns N' Roses-albumet Chinese Democracy, Madagascar och If The World.